# Coup de tête de Zidane
Pour les articles homonymes, voir Coup de tête (homonymie).
Le coup de tête de Zidane est un incident qui a lieu le 9 juillet 2006, lors de la finale de la Coupe du monde de football à Berlin, qui opposait la France à l'Italie. Zinédine Zidane, capitaine de l'équipe de France, disputant alors son dernier match en tant que professionnel, assène pendant les prolongations (alors que les deux équipes sont à égalité 1-1) un coup de tête au thorax d'un joueur de l'équipe adverse, Marco Materazzi. D'abord passée inaperçue aux yeux de l'arbitre, la faute de Zidane lui vaut une expulsion sur carton rouge à la 110e minute de la rencontre, lorsqu'elle est signalée. La France continue à dix joueurs et perd cette finale aux tirs au but : 5-3.
La teneur des propos du joueur italien alimente de nombreuses spéculations par différents journaux tels que la BBC, The Guardian, The Sun selon lesquels Materazzi aurait traité Zidane de « fils de putain terroriste », ce que Materazzi a nié en bloc.
Médiatisé, ce coup de tête a donné lieu en France à de nombreuses interrogations sur ses motivations. Une enquête a été lancée par la Fédération internationale de football association (FIFA) sur ce sujet. La médiatisation a aussi donné lieu à de nombreuses parodies, et le geste de Zidane a fait l'objet d'une sculpture en bronze d'Adel Abdessemed, qui a été exposée à Beaubourg en 2012.

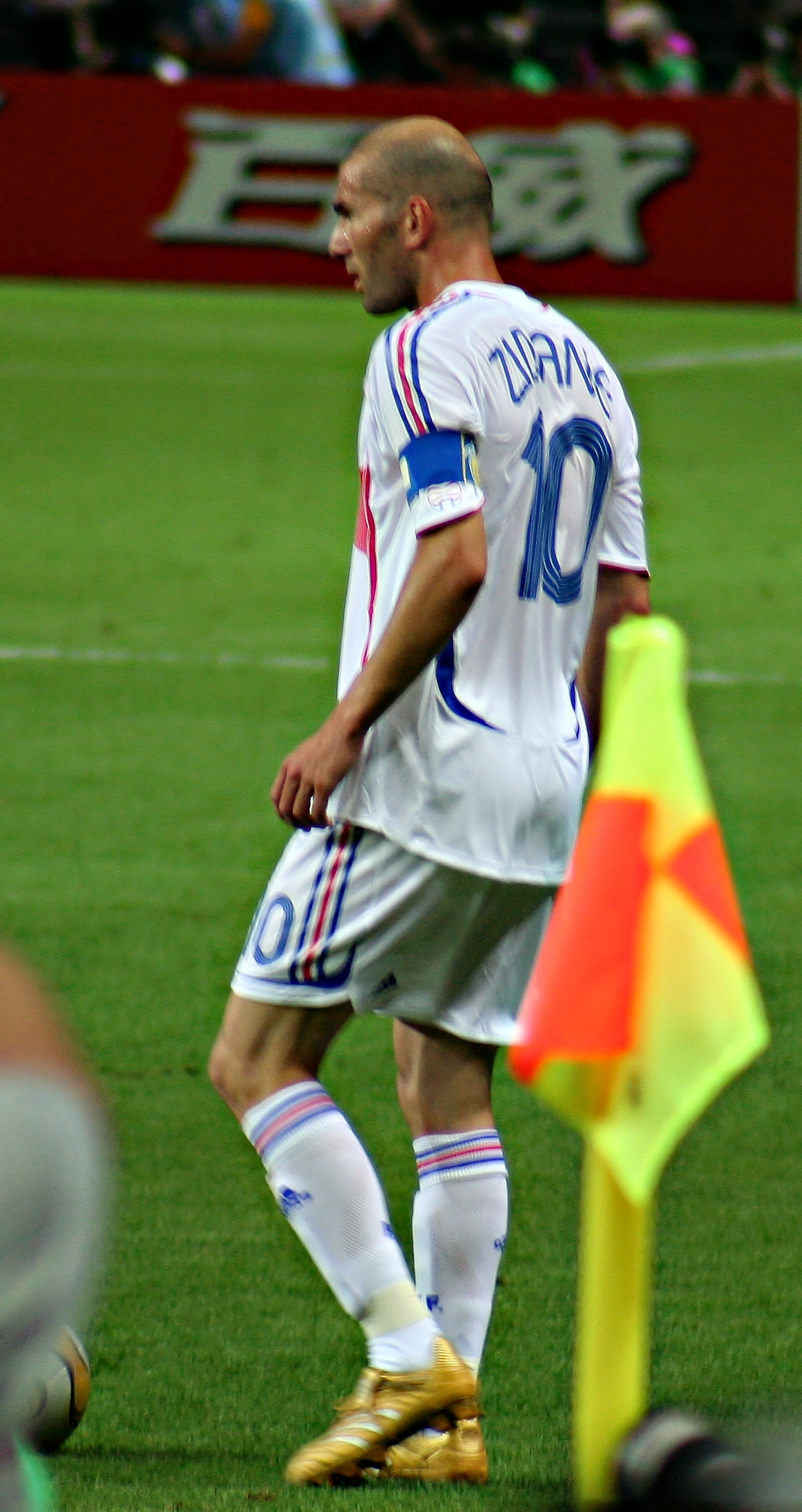
Zinédine Zidane lors de la finale de la Coupe du monde 2006.

## Faits
Les deux équipes sont à égalité quand l'incident se produit. La France a marqué un penalty transformé par Zidane à la suite d'une faute de Materazzi, puis l'Italie a égalisé grâce à une tête de Materazzi. Il ne reste que dix minutes dans la deuxième prolongation avant la séance de tirs au but.
- 107e minute et 40 secondes : Après un corner, les joueurs vont pour se replacer. Marco Materazzi, proche de Zinédine Zidane à cet instant, tire le maillot de celui-ci. Après un bref échange de paroles[1], le joueur français s'éloigne de quelques mètres devant Marco Materazzi, puis fait volte-face et avance vers ce dernier.

- 107e minute et 52 secondes : Zinédine Zidane lui porte alors un coup de tête à la poitrine. Au même moment, une faute est sifflée pour les Français, et Sylvain Wiltord, qui est alors en possession du ballon le sort en touche. L'incident, non remarqué par l'arbitre principal, Horacio Elizondo, a été signalé par un des arbitres assistants à la suite du visionnage du ralenti vidéo, Luis Medina Cantalejo, quatrième arbitre du match.

- 110e minute : Une fois prévenu, l'arbitre argentin sort le carton rouge, expulsant Zinédine Zidane, mettant ainsi un terme à la carrière du joueur.

Seules deux photos ont été prises, l'une avant l'incident, l'autre après.

## Contexte
Alors que l'événement peut sembler n'être qu'une anecdote, le contexte dans lequel il s'est produit a contribué à augmenter l'importance qu'on lui a accordée. La situation est en effet exceptionnelle :
- L'acte se déroule en finale de Coupe du monde de football, c'est-à-dire lors d'un événement extrêmement médiatisé et diffusé dans le monde entier. Qui plus est dans un match dont le résultat n'est nullement joué au moment du coup de tête.
- À la 103e minute, soit 4 minutes avant l'incident, Willy Sagnol adresse un centre sur la tête de Zinédine Zidane dont la reprise puissante et à bout portant est détournée par Gianluigi Buffon d'une claquette réflexe.
- L'acte n'est pas visible en direct par les téléspectateurs : les caméras principales étant braquées sur la phase de jeu à l'autre extrémité du terrain (filmé par une caméra secondaire, il sera diffusé quelques instants après, juste avant la sortie du carton rouge).
- Il est le fait de Zinédine Zidane, footballeur mondialement célèbre devenu une véritable icône même en dehors du milieu du sport.
- Enfin, et surtout, il intervient alors que Zidane joue le dernier match de sa carrière.

Le joueur avait annoncé qu'il cesserait sa carrière en fin de compétition, et la moindre élimination aurait donc précipité celle-ci. Pourtant, contre tous les pronostics, la sélection française parvient en finale, principalement grâce aux exploits répétés de Zidane, élu meilleur joueur de la compétition. La possibilité d'une sortie sur une victoire, amenant ainsi la seconde étoile au maillot français, n'est plus exclue. Ce coup de tête provoque la retraite de son auteur d'une façon totalement inattendue. Zidane quitte le football sur un carton rouge, le 14e de sa carrière.
Réduite à dix joueurs et sans son leader, l'équipe de France choquée, bien que parvenant à tenir la fin des prolongations, ne se crée plus d'occasion et perd la rencontre aux tirs au but et qui se décide finalement sur un tir raté de David Trezeguet.

## Réactions

### En France
En France, l'événement est très médiatisé. La faute commise sur Materazzi ne vient pas seulement du capitaine de l'équipe de France, elle est aussi celle d'un joueur devenu un véritable symbole dans son pays.
Au départ peu enthousiastes devant les résultats de leur équipe, les Français se sont progressivement remis à croire en une réussite possible. Les victoires successives contre l'Espagne, le Brésil, et le Portugal ont créé tant la surprise que l'espoir d'une victoire finale. L'exclusion de Zidane, à qui la France devait déjà 3 buts dans cette compétition, fait l'effet d'un électrochoc. Généralement calme, dans ses interventions publiques, le footballeur français n'est pas connu du grand public pour son tempérament impulsif dans les stades, qui s'est pourtant déjà manifesté par ailleurs.
Le geste pose surtout une question qui fait vite l'actualité : Pourquoi ? Que s'est-il dit entre l'Italien et le Français qui ait amené Zinédine Zidane à frapper Materazzi ? La réponse ne viendra pas explicitement, même lorsque, trois jours plus tard, l'ancien joueur répondra à une interview de Michel Denisot retraçant sa carrière sur la chaîne Canal+.
L'incident prend dans le pays une ampleur importante : des sondages sont effectués pour savoir l'opinion des Français sur l'attitude de « Zizou ». Selon une étude du CSA le mardi 11 juillet, 61 % des personnes interrogées disent « pardonner » au meneur français, et 78 % approuvent son élection comme meilleur joueur du mondial 2006 par la FIFA (élection cependant antérieure au déroulement de la finale).
Plusieurs personnalités du monde du football se sont exprimées sur l'acte de Zidane :
- Guy Roux (après le coup de sifflet final) : « Depuis les tribunes, je n'ai pas vu le geste de Zidane. Je l’ai revu à la télévision. C’est un geste inexcusable. Je ne sais pas ce que Materazzi a pu lui dire. Je demande qu’on ouvre une enquête[5]. »

- Raymond Domenech (à la fin du match) : « Materazzi, c'est l'homme du match, ce n'est pas Pirlo. Le faire finir (Zidane) de cette manière, c'est triste. Il a fait une grande carrière, une grande Coupe du monde. Quand on prend comme lui pendant 1h20 et que l'arbitre laisse gentiment faire, on comprend. On n'excuse pas, mais on comprend[6]. »

- Thierry Henry : « Sur l'incident Zidane-Materazzi, je ne sais pas ce qu'il s'est passé, mais je suis quasiment sûr que l'arbitre assistant n'a pas vu ce qu'il s'est passé[6]. »

- Aimé Jacquet (sélectionneur de l'équipe de France, champion du monde en 1998) : « L'éviction de Zizou a été terrible ! Comment expliquer ce coup de sang... Très simplement. Il y a eu une provocation et peut-être des mots qui ont été jetés comme cela. Et Zizou est très réactionnel et malheureusement il n'a pas su se contrôler. C'est terrible de le voir partir comme cela car je pensais très sincèrement qu'il allait soulever cette Coupe du monde[6]. »

- Gérard Houllier (ancien sélectionneur de l'équipe de France) : « Pour moi, la perte de Patrick Vieira était le tournant du match, puis celle de Zinédine Zidane. On ne donne pas un coup de tête comme cela. Il y a dû avoir une provocation. Je ne veux pas l'excuser, et en même temps, je veux comprendre ce qui s'est passé, et surtout, je veux lui dire merci, car on vient de disputer avec lui trois Coupes du monde, et on a un titre de champion du monde, un titre de vice-champion du monde et un titre de champion d'Europe en 2000. C'est beaucoup pour la génération Zidane, et pour Zidane en particulier. C'est toujours la réaction et pas la provocation qui est sanctionnée. Le haut niveau, c'est aussi la maîtrise de ses nerfs[6]. »

- Zinédine Zidane lui-même : « ... il m’a tenu des mots très durs, plus durs qu’un geste, qu’il répète plusieurs fois. Ensuite, ça se passe très vite. Il a dit des choses très graves, très personnelles qui me touchent au plus profond de moi, sur ma maman, ma sœur. J’écoute une fois, j’essaye de partir, puis une deuxième fois, une troisième fois. Je suis un homme avant tout. J’aurais préféré prendre une droite dans la gueule plutôt que d’entendre ça. Bien sûr, c’est un geste à ne pas faire et je veux le dire haut et fort, je m’excuse auprès des millions d’enfants qui ont pu voir ce geste, auprès des éducateurs qui disent les choses à faire et à ne pas faire. Mais, je ne peux pas regretter ce geste. Cela voudrait dire qu’il avait raison et il ne peut pas avoir raison, surtout pas. Ce que je déplore, c’est qu’on sanctionne toujours la réaction. Mais s’il n’y a pas de provocation, il n’y a pas de réaction. Vous croyez qu’à dix minutes de la fin de ma carrière, j’aurais fait ce geste par plaisir ? Bien sûr, mon geste n’est pas pardonnable mais il faut aussi sanctionner le vrai coupable. Et le vrai coupable, c’est celui qui provoque[3],[7]. »

### En Italie
Victorieuse, l'Italie n'accorde pas tant d'importance à l'« affaire Zidane » qu'à sa propre réussite[réf. nécessaire]. La question des responsabilités, de savoir ce qui s'est précisément dit apparaît donc comme une préoccupation avant tout française. L'Italie, au moment de la victoire en Coupe du monde, est plus préoccupée par l'affaire des matches truqués du Calcio.
En revanche, après la décision de la FIFA sur cette affaire (en plus de la suspension de Marco Materazzi pour deux matchs internationaux, le président de la FIFA Joseph Blatter n'a pas remis le trophée aux Italiens, et c'est le président de l'UEFA, Lennart Johansson, qui l'a fait), la presse italienne se met en « colère » en considérant un peu cette décision comme une injustice et une  discrimination. Le ministre des sports italien déclare même : « Je comprends ceux qui ont considéré la cérémonie de remise du trophée, et la décision d'hier, comme les signes d'une attitude discriminatoire envers l'Italie. »

## Causes de l'incident
Les suppositions sur les paroles échangées entre le Français et l'Italien ont été nombreuses : il s'agirait d'insultes visant la mère de Zidane, traitant la mère de Zinédine Zidane de terroriste ou disant des mots blessants sur sa sœur. Cette hypothèse a été émise par le journal anglais The Guardian, puis reprise ailleurs dans la presse. La possibilité que des propos racistes aient été proférés est évoquée dans la presse (en particulier la presse britannique), mais les deux joueurs impliqués nieront par la suite que cela ait été le cas.
Lors d'une émission du 12 juillet 2014, symboliquement seize ans jour pour jour après la victoire en Coupe du monde, où il s'est exprimé, Zidane a préféré ne pas répéter les mots de Materazzi, se contentant de dire que cela avait à voir avec sa mère et sa sœur. Cette affirmation est pourtant contestée par l’Italien, orphelin de mère à un jeune âge, qui dit n'avoir insulté que la sœur du Français.

## Conséquences
Au-delà de l'expulsion du capitaine des Bleus et de l'explosion médiatique concernant le sujet, le coup de tête de Zidane a donné lieu à une enquête de la FIFA.
Zidane et Materazzi ont dû s'expliquer sur les motifs de l'altercation, sans pour autant parvenir à un accord complet sur les propos tenus. Sans lever le mystère sur ce qui s'est réellement passé, la procédure a permis de clarifier certains points.
L'enquête s'est intéressée à la question de la façon dont l'incident a été signalé. Le sélectionneur français Raymond Domenech a en effet soutenu que la faute de Zinédine Zidane n'avait pas été vue par l'arbitre assistant mais constatée après grâce à la vidéo. Si tel avait été le cas, il y aurait eu introduction non réglementaire de l'arbitrage vidéo, système refusé par la FIFA à cette époque.
Cependant, après enquête, la FIFA a confirmé que le coup de tête de Zidane avait été vu par le quatrième arbitre sans que celui-ci ait recours à la vidéo. Néanmoins, une contre-expertise s'oppose à cette affirmation avec plusieurs arguments : le quatrième arbitre était penché sur le moniteur montrant les ralentis vidéo, une reconstitution 3D montre qu'il lui était très difficile de voir l'action directement depuis sa situation et le délai pour appliquer la sanction par l'arbitre a été très long (2 minutes).
Une mise au point concernant les paroles échangées a aussi été faite, et Zidane comme Materazzi ont infirmé la thèse d'un propos raciste.
Les deux joueurs sont finalement sanctionnés. Le Français est suspendu trois matchs d'équipe de France, qui sont transformés en trois jours de travaux d’intérêt général à la demande de la FIFA, et écope de 4 750 euros d'amende, l’Italien est suspendu pour deux matchs officiels et devra payer une somme de 3 200 euros. La sanction à l'encontre de Zidane est toutefois symbolique, l'interdiction de terrain n'étant pas très significative pour un joueur à la retraite.

## Influence
Le coup de tête ayant été très médiatisé, il a aussi été très récupéré, notamment pour le parodier. Le mème de ce geste fleurit ainsi sur les réseaux sociaux. Des images modifiées sont vite apparues sur internet, montrant par exemple le joueur détruisant l'Étoile Noire de son coup de tête, ou encore faisant exploser sa tête au moment du choc. D'autres parodies sont également disponibles. Un jeu a aussi été mis en ligne, où il faut frapper de nombreux Materazzi jusqu'à l'expulsion.
L'acte est également à l'origine d'une chanson « Coup de boule » qui parodie le single de Sébastien Cauet « Zidane y va marquer » et ironisant sur les paroles « Zidane il l'a frappé, Zidane il l'a tapé, l'arbitre l'a vu à la télé ». Le single parvient en tête des ventes en été 2006, juste devant la parodie de Cauet.
Le thème a été repris dans des médias en lignes tels que des Webcomic. Il va jusqu'à inspirer une courte pièce de théâtre, la Déomachie, sur un site satirique de football.
Au-delà du phénomène internet, des t-shirts parodiants l'événement sont apparus. Plusieurs émissions télévisées aux États-Unis ont également parodié l'événement, tels le show de Jay Leno, ainsi que la série animée Les Griffin (Dans un épisode, Zidane livre un gâteau à une vieille dame, lui donne un coup de boule puis lui dit « Bon anniversaire », en français) et également dans Les Simpson dans l'épisode Marge piégée par le net (Homer donne un coup de tête similaire à celui de Zidane à un arbitre assistant).
De son côté, Materazzi a sorti un livre intitulé Ce que j'ai vraiment dit à Zidane, livre qui recense 249 phrases humoristiques qu'il aurait pu prononcer à l'égard de Zidane. Le bénéfice des ventes est destiné à l'Unicef.
Le geste du footballeur français a donné lieu a une sculpture de bronze d'Adel Abdessemed intitulée Coup de tête. Cette statue de plus de cinq mètres de hauteur a été exposée en 2012 place Georges-Pompidou, devant le centre national d'art et de culture Georges-Pompidou, à Paris,.
Le coup de tête a également été repris par le secteur de la mode. Par exemple, Cinabre Paris brode une de ses cravates à l'occasion de la coupe du monde de football 2018.